# Liga národů UEFA 2024/2025 – Liga A
Liga národů UEFA 2024/2025 – Liga A je nejvyšší ze čtyř výkonnostních úrovní Ligy národů UEFA 2024/2025, která je čtvrtou sezónou Ligy národů UEFA, mezinárodní fotbalové soutěže pro národních mužské fotbalové týmy z členských asociací UEFA. Ligy A se účastní 16 týmů. 

## Formát
Týmy asociací, které v předchozím ročníku 2022/2023 skončily na 1.–12. místě a 4 postupující týmy z Ligy B (tedy celky na 17.–20. místě), jsou nejprve rozděleny do 4 skupin, ve kterých proti sobě soupeři hrají každý s každým systémem doma–venku. Skupinová fáze se koná od září do listopadu 2024. Na základě výsledků ve skupinové fázi postupují týmy na prvních a druhých místech do vyřazovací fáze o celkové vítězství Ligy národů, týmy na třetích místech do vyřazovací fáze play-offs A/B a týmy na čtvrtých místech sestupují do Ligy B Ligy národů 2026/2027.

## Týmy
| Tým         | Pos/Ses | Pořadí |
| ----------- | ------- | ------ |
| Španělsko   |         | 1      |
| Chorvatsko  |         | 2      |
| Itálie      |         | 3      |
| Nizozemsko  |         | 4      |
| Dánsko      |         | 5      |
| Portugalsko |         | 6      |
| Belgie      |         | 7      |
| Maďarsko    |         | 8      |

| Tým                 | Pos/Ses | Pořadí |
| ------------------- | ------- | ------ |
| Švýcarsko           |         | 9      |
| Polsko              |         | 10     |
| Francie             |         | 11     |
| Německo             |         | 12     |
| Izrael              | ↑       | 17     |
| Bosna a Hercegovina | ↑       | 18     |
| Srbsko              | ↑       | 19     |
| Skotsko             | ↑       | 20     |

## Výsledky
| Legenda                      |
| ---------------------------- |
| Postup do play-off           |
| Kvalifikován do play-off A/B |
| Sestup do Ligy B             |

### Skupina 1

#### Tabulka A1
| Tým         | Z | V | R | P | VG | IG | +/- | B  |
| ----------- | - | - | - | - | -- | -- | --- | -- |
| Portugalsko | 6 | 4 | 2 | 0 | 13 | 5  | +8  | 14 |
| Chorvatsko  | 6 | 2 | 2 | 2 | 8  | 8  | 0   | 8  |
| Skotsko     | 6 | 2 | 1 | 3 | 7  | 8  | -1  | 7  |
| Polsko      | 6 | 1 | 1 | 4 | 9  | 16 | -7  | 4  |

|             | Portugalsko | Chorvatsko | Skotsko | Polsko |
| ----------- | ----------- | ---------- | ------- | ------ |
| Portugalsko | —           | 2:1        | 2:1     | 5:1    |
| Chorvatsko  | 1:1         | —          | 2:1     | 1:0    |
| Skotsko     | 0:0         | 1:0        | —       | 2:3    |
| Polsko      | 1:3         | 3:3        | 1:2     | —      |

#### Zápasy
| 5. září 2024 19:45   |        |                 |                                                                   |
| Portugalsko          | 2 : 1  | Chorvatsko      | Estádio da Luz, Lisabon diváci: 57 675 rozhodčí: Halil Umut Meler |
| Dalot 7' Ronaldo 34' | Report | 41' (vl.) Dalot | Estádio da Luz, Lisabon diváci: 57 675 rozhodčí: Halil Umut Meler |

| 5. září 2024 19:45        |        |                                                           |                                                             |
| Skotsko                   | 2 : 3  | Polsko                                                    | Hampden Park, Glasgow diváci: 46 356 rozhodčí: Glenn Nyberg |
| Gilmour 46' McTominay 76' | Report | 8' Szymański 44' (pen.) Lewandowski 90+7' (pen.) Zalewski | Hampden Park, Glasgow diváci: 46 356 rozhodčí: Glenn Nyberg |

| 8. září 2024 20:45 |        |        |                                                               |
| Chorvatsko         | 1 : 0  | Polsko | Opus Arena, Osijek diváci: 12 612 rozhodčí: François Letexier |
| Modrić 52'         | Report |        | Opus Arena, Osijek diváci: 12 612 rozhodčí: François Letexier |

| 8. září 2024 20:45        |        |              |                                                                   |
| Portugalsko               | 2 : 1  | Skotsko      | Estádio da Luz, Lisabon diváci: 59 894 rozhodčí: Maurizio Mariani |
| Fernandes 54' Ronaldo 88' | Report | 7' McTominay | Estádio da Luz, Lisabon diváci: 59 894 rozhodčí: Maurizio Mariani |

| 12. října 2024 18:00       |        |              |                                                                 |
| Chorvatsko                 | 2 : 1  | Skotsko      | Stadion Maksimir, Záhřeb diváci: 21 702 rozhodčí: István Kovács |
| Matanović 36' Kramarić 70' | Report | 33' Christie | Stadion Maksimir, Záhřeb diváci: 21 702 rozhodčí: István Kovács |

| 12. října 2024 20:45 |        |                                          |                                                                     |
| Polsko               | 1 : 3  | Portugalsko                              | Stadion Narodowy, Varšava diváci: 56 854 rozhodčí: Serdar Gözübüyük |
| Zieliński 78'        | Report | 26' Silva 37' Ronaldo 88' (vl.) Bednarek | Stadion Narodowy, Varšava diváci: 56 854 rozhodčí: Serdar Gözübüyük |

| 15. října 2024 20:45                    |        |                                    |                                                                                  |
| Polsko                                  | 3 : 3  | Chorvatsko                         | Stadion Narodowy, Varšava diváci: 56 103 rozhodčí: Alejandro Hernández Hernández |
| Zieliński 5' Zalewski 45' Szymański 68' | Report | 19' Sosa 24' P. Sučić 26' Baturina | Stadion Narodowy, Varšava diváci: 56 103 rozhodčí: Alejandro Hernández Hernández |

| 15. října 2024 20:45 |        |             |                                                                |
| Skotsko              | 0 : 0  | Portugalsko | Hampden Park, Glasgow diváci: 49 057 rozhodčí: Lawrence Visser |
|                      | Report |             | Hampden Park, Glasgow diváci: 49 057 rozhodčí: Lawrence Visser |

| 15. listopadu 2024 20:45                           |        |             |                                                                  |
| Portugalsko                                        | 5 : 1  | Polsko      | Estádio do Dragão, Porto diváci: 47 239 rozhodčí: Donatas Rumšas |
| Leão 59' Ronaldo 72' (pen.) Fernandes 80' Neto 83' | Report | 88' Marczuk | Estádio do Dragão, Porto diváci: 47 239 rozhodčí: Donatas Rumšas |

| 15. listopadu 2024 20:45 |        |            |                                                               |
| Skotsko                  | 1 : 0  | Chorvatsko | Hampden Park, Glasgow diváci: 48 810 rozhodčí: Orel Grinfeeld |
| Leão 86'                 | Report |            | Hampden Park, Glasgow diváci: 48 810 rozhodčí: Orel Grinfeeld |

| 18. listopadu 2024 20:45 |        |             |                                                             |
| Chorvatsko               | 1 : 1  | Portugalsko | Stadion Poljud, Split diváci: 33 386 rozhodčí: Davide Massa |
| Gvardiol 65'             | Report | 33' Félix   | Stadion Poljud, Split diváci: 33 386 rozhodčí: Davide Massa |

| 18. listopadu 2024 20:45 |        |                           |                                                                           |
| Polsko                   | 1 : 2  | Skotsko                   | Stadion Polské Armády, Varšava diváci: 55 433 rozhodčí: Christian Dingert |
| Piątkowski 59'           | Report | 3' McGinn 90+3' Robertson | Stadion Polské Armády, Varšava diváci: 55 433 rozhodčí: Christian Dingert |

### Skupina 2

#### Tabulka A2
| Tým     | Z | V | R | P | VG | IG | +/- | B  |
| ------- | - | - | - | - | -- | -- | --- | -- |
| Francie | 6 | 4 | 1 | 1 | 12 | 6  | +6  | 13 |
| Itálie  | 6 | 4 | 1 | 1 | 13 | 8  | +5  | 13 |
| Belgie  | 6 | 1 | 1 | 4 | 6  | 9  | -3  | 4  |
| Izrael  | 6 | 1 | 1 | 4 | 5  | 13 | -8  | 4  |

|         | Francie | Itálie | Belgie | Izrael |
| ------- | ------- | ------ | ------ | ------ |
| Francie | —       | 1:3    | 2:0    | 0:0    |
| Itálie  | 1:3     | —      | 2:2    | 4:1    |
| Belgie  | 1:2     | 0:1    | —      | 3:1    |
| Izrael  | 1:4     | 1:2    | 1:0    | —      |

#### Zápasy
| 6. září 2024 20:45                      |        |                    |                                                                |
| Belgie                                  | 3 : 1  | Izrael             | Nagyerdei Stadion, Debrecín diváci: 0 rozhodčí: Michael Oliver |
| De Bruyne 21', 52' (pen.) Tielemans 48' | Report | 36' (vl.) Castagne | Nagyerdei Stadion, Debrecín diváci: 0 rozhodčí: Michael Oliver |

| 6. září 2024 20:45 |        |                                        |                                                                 |
| Francie            | 1 : 3  | Itálie                                 | Parc des Princes, Paříž diváci: 44 956 rozhodčí: Sandro Schärer |
| Barcola 1'         | Report | 30' Dimarco 51' Frattesi 74' Raspadori | Parc des Princes, Paříž diváci: 44 956 rozhodčí: Sandro Schärer |

| 9. září 2024 20:45         |        |        |                                                                                   |
| Francie                    | 2 : 0  | Belgie | Parc Olympique Lyonnais, Décines-Charpieu diváci: 42 358 rozhodčí: Tobias Stieler |
| Kolo Muani 29' Dembélé 57' | Report |        | Parc Olympique Lyonnais, Décines-Charpieu diváci: 42 358 rozhodčí: Tobias Stieler |

| 9. září 2024 20:45 |        |                       |                                                              |
| Izrael             | 1 : 2  | Itálie                | Bozsik Aréna, Budapešť diváci: 2 090 rozhodčí: Ivan Kružliak |
| Abu Fani 90'       | Report | 38' Frattesi 62' Kean | Bozsik Aréna, Budapešť diváci: 2 090 rozhodčí: Ivan Kružliak |

| 10. října 2024 20:45 |        |                                                   |                                                                            |
| Izrael               | 1 : 4  | Francie                                           | Bozsik Aréna, Budapešť (Maďarsko) diváci: 2 226 rozhodčí: Nikola Dabanović |
| Gandelman 24'        | Report | 7' Camavinga 28' Nkunku 87' Guendouzi 89' Barcola | Bozsik Aréna, Budapešť (Maďarsko) diváci: 2 226 rozhodčí: Nikola Dabanović |

| 10. října 2024 20:45    |        |                            |                                                           |
| Itálie                  | 2 : 2  | Belgie                     | Stadio Olimpico, Řím diváci: 44 297 rozhodčí: Espen Eskås |
| Cambiaso 1' Retegui 24' | Report | 42' De Cuyper 61' Trossard | Stadio Olimpico, Řím diváci: 44 297 rozhodčí: Espen Eskås |

| 14. října 2024 20:45 |        |                            |                                                                     |
| Belgie               | 1 : 2  | Francie                    | King Baudouin Stadium, Brusel diváci: 39 731 rozhodčí: Irfan Peljto |
| Openda 45+3'         | Report | 35' (pen.), 62' Kolo Muani | King Baudouin Stadium, Brusel diváci: 39 731 rozhodčí: Irfan Peljto |

| 14. října 2024 20:45                                |        |              |                                                                            |
| Itálie                                              | 4 : 1  | Izrael       | Stadio Friuli, Udine diváci: 11 700 rozhodčí: Ricardo de Burgos Bengoetxea |
| Retegui 41' (pen.) Di Lorenzo 54', 79' Frattesi 72' | Report | 66' Abu Fani | Stadio Friuli, Udine diváci: 11 700 rozhodčí: Ricardo de Burgos Bengoetxea |

| 14. listopadu 2024 20:45 |        |            |                                                                      |
| Belgie                   | 0 : 1  | Itálie     | King Baudouin Stadium, Brusel diváci: 41 367 rozhodčí: Radu Petrescu |
|                          | Report | 11' Tonali | King Baudouin Stadium, Brusel diváci: 41 367 rozhodčí: Radu Petrescu |

| 14. listopadu 2024 20:45 |        |        |                                                                      |
| Francie                  | 0 : 0  | Izrael | Stade de France, Saint-Denis diváci: 16 611 rozhodčí: Tobias Stieler |
|                          | Report |        | Stade de France, Saint-Denis diváci: 16 611 rozhodčí: Tobias Stieler |

| 17. listopadu 2024 20:45 |        |        |                                                                            |
| Izrael                   | 1 : 0  | Belgie | Bozsik Aréna, Budapešť (Maďarsko) diváci: 675 rozhodčí: Sebastian Gishamer |
| Shua 86'                 | Report |        | Bozsik Aréna, Budapešť (Maďarsko) diváci: 675 rozhodčí: Sebastian Gishamer |

| 17. listopadu 2024 20:45 |        |                                  |                                                        |
| Itálie                   | 1 : 3  | Francie                          | San Siro, Milán diváci: 68 158 rozhodčí: Slavko Vinčić |
| Cambiaso 35'             | Report | 2', 65' Rabiot 33' (vl.) Vicario | San Siro, Milán diváci: 68 158 rozhodčí: Slavko Vinčić |

1. ↑  Vzhledem k válečným protestům mezi Izraelem a Hamásem se zápas Belgie - Izrael bude hrát na neutrálním místě.
2. 1 2 3  Kvůli válce mezi Izraelem a Hamásem musí Izrael až do odvolání hrát své domácí zápasy na neutrálních hřištích.

### Skupina 3

#### Tabulka A3
| Tým                 | Z | V | R | P | VG | IG | +/- | B  |
| ------------------- | - | - | - | - | -- | -- | --- | -- |
| Německo             | 6 | 4 | 2 | 0 | 18 | 4  | +14 | 14 |
| Nizozemsko          | 6 | 2 | 3 | 1 | 13 | 7  | +6  | 9  |
| Maďarsko            | 6 | 1 | 3 | 2 | 4  | 11 | -7  | 6  |
| Bosna a Hercegovina | 6 | 0 | 2 | 4 | 4  | 17 | -13 | 2  |

|                     | Německo | Nizozemsko | Maďarsko | Bosna a Hercegovina |
| ------------------- | ------- | ---------- | -------- | ------------------- |
| Německo             | —       | 1:0        | 5:0      | 7:0                 |
| Nizozemsko          | 2:2     | —          | 4:0      | 5:2                 |
| Maďarsko            | 1:1     | 1:1        | —        | 0:0                 |
| Bosna a Hercegovina | 1:2     | 1:1        | 0:2      | —                   |

#### Zápasy
| 7. září 2024 20:45                                                 |        |          |                                                                        |
| Německo                                                            | 5 : 0  | Maďarsko | Merkur Spiel-Arena, Düsseldorf diváci: 49 235 rozhodčí: Clément Turpin |
| Füllkrug 27' Musiala 58' Wirtz 66' Pavlović 77' Havertz 81' (pen.) | Report |          | Merkur Spiel-Arena, Düsseldorf diváci: 49 235 rozhodčí: Clément Turpin |

| 7. září 2024 20:45                                              |        |                         |                                                                    |
| Nizozemsko                                                      | 5 : 2  | Bosna a Hercegovina     | Philips Stadion, Eindhoven diváci: 31 139 rozhodčí: Donatas Rumšas |
| Zirkzee 13' Reijnders 45+2' Gakpo 56' Weghorst 88' Simons 90+2' | Report | 27' Demirović 73' Džeko | Philips Stadion, Eindhoven diváci: 31 139 rozhodčí: Donatas Rumšas |

| 10. září 2024 20:45 |        |                     |                                                             |
| Maďarsko            | 0 : 0  | Bosna a Hercegovina | Puskás Aréna, Budapešť diváci: 46 443 rozhodčí: Marco Guida |
|                     | Report |                     | Puskás Aréna, Budapešť diváci: 46 443 rozhodčí: Marco Guida |

| 10. září 2024 20:45       |        |                         |                                                                     |
| Nizozemsko                | 2 : 2  | Německo                 | Johan Cruyff Arena, Amsterdam diváci: 50 109 rozhodčí: Davide Massa |
| Reijnders 2' Dumfries 50' | Report | 38' Undav 45+3' Kimmich | Johan Cruyff Arena, Amsterdam diváci: 50 109 rozhodčí: Davide Massa |

| 11. října 2024 20:45 |        |                |                                                                         |
| Bosna a Hercegovina  | 1 : 2  | Německo        | Stadion Bilino Polje, Zenica diváci: 11 000 rozhodčí: François Letexier |
| Džeko 70'            | Report | 30', 36' Undav | Stadion Bilino Polje, Zenica diváci: 11 000 rozhodčí: François Letexier |

| 11. října 2024 20:45 |        |              |                                                                 |
| Maďarsko             | 1 : 1  | Nizozemsko   | Puskás Aréna, Budapešť diváci: 55 300 rozhodčí: Lukas Fähndrich |
| Sallai 32'           | Report | 83' Dumfries | Puskás Aréna, Budapešť diváci: 55 300 rozhodčí: Lukas Fähndrich |

| 14. října 2024 20:45 |        |                            |                                                                     |
| Bosna a Hercegovina  | 0 : 2  | Maďarsko                   | Stadion Bilino Polje, Zenica diváci: 8 329 rozhodčí: Anthony Taylor |
|                      | Report | 38', 50' (pen.) Szoboszlai | Stadion Bilino Polje, Zenica diváci: 8 329 rozhodčí: Anthony Taylor |

| 14. října 2024 20:45 |        |            |                                                               |
| Německo              | 1 : 0  | Nizozemsko | Allianz Arena, Mnichov diváci: 68 367 rozhodčí: Slavko Vinčić |
| Leweling 64'         | Report |            | Allianz Arena, Mnichov diváci: 68 367 rozhodčí: Slavko Vinčić |

| 16. listopadu 2024 20:45                                            |        |                     |                                                                        |
| Německo                                                             | 7 : 0  | Bosna a Hercegovina | Europa-Park Stadion, Freiburg diváci: 28 143 rozhodčí: Vassilis Fotias |
| Musiala 2' Kleindienst 23', 79' Havertz 37' Wirtz 50', 57' Sané 66' | Report |                     | Europa-Park Stadion, Freiburg diváci: 28 143 rozhodčí: Vassilis Fotias |

| 16. listopadu 2024 20:45                                             |        |          |                                                                          |
| Nizozemsko                                                           | 4 : 0  | Maďarsko | Johan Cruyff Arena, Amsterdam diváci: 51 611 rozhodčí: Jesús Gil Manzano |
| Weghorst 21' (pen.) Gakpo 45+12' (pen.) Dumfries 64' Koopmeiners 86' | Report |          | Johan Cruyff Arena, Amsterdam diváci: 51 611 rozhodčí: Jesús Gil Manzano |

| 19. listopadu 2024 20:45 |        |             |                                                                     |
| Bosna a Hercegovina      | 1 : 1  | Nizozemsko  | Stadion Bilino Polje, Zenica diváci: 4 134 rozhodčí: Aliyar Aghayev |
| Demirović 67'            | Report | 24' Brobbey | Stadion Bilino Polje, Zenica diváci: 4 134 rozhodčí: Aliyar Aghayev |

| 19. listopadu 2024 20:45 |        |            |                                                              |
| Maďarsko                 | 1 : 1  | Německo    | Puskás Aréna, Budapešť diváci: 53 212 rozhodčí: Duje Strukan |
| Szoboszlai 90+9' (pen.)  | Report | 76' Nmecha | Puskás Aréna, Budapešť diváci: 53 212 rozhodčí: Duje Strukan |

### Skupina 4

#### Tabulka A4
| Tým       | Z | V | R | P | VG | IG | +/- | B  |
| --------- | - | - | - | - | -- | -- | --- | -- |
| Španělsko | 6 | 5 | 1 | 0 | 13 | 4  | +9  | 16 |
| Dánsko    | 6 | 2 | 2 | 2 | 7  | 5  | +2  | 8  |
| Srbsko    | 6 | 1 | 3 | 2 | 3  | 6  | -3  | 6  |
| Švýcarsko | 6 | 0 | 2 | 4 | 6  | 14 | -8  | 2  |

|           | Španělsko | Dánsko | Srbsko | Švýcarsko |
| --------- | --------- | ------ | ------ | --------- |
| Španělsko | —         | 1:0    | 3:0    | 3:2       |
| Dánsko    | 1:2       | —      | 2:0    | 2:0       |
| Srbsko    | 0:0       | 0:0    | —      | 2:0       |
| Švýcarsko | 1:4       | 2:2    | 1:1    | —         |

#### Zápasy
| 5. září 2024 20:45       |        |           |                                                       |
| Dánsko                   | 2 : 0  | Švýcarsko | Parken, Kodaň diváci: 26 024 rozhodčí: Daniel Siebert |
| Dorgu 82' Højbjerg 90+2' | Report |           | Parken, Kodaň diváci: 26 024 rozhodčí: Daniel Siebert |

| 5. září 2024 20:45 |        |           |                                                                         |
| Srbsko             | 0 : 0  | Španělsko | Stadion Rajko Mitić, Bělehrad diváci: 29 981 rozhodčí: Serdar Gözübüyük |
|                    | Report |           | Stadion Rajko Mitić, Bělehrad diváci: 29 981 rozhodčí: Serdar Gözübüyük |

| 8. září 2024 18:00      |        |        |                                                       |
| Dánsko                  | 2 : 0  | Srbsko | Parken, Kodaň diváci: 34 902 rozhodčí: Chris Kavanagh |
| Grønbæk 36' Poulsen 61' | Report |        | Parken, Kodaň diváci: 34 902 rozhodčí: Chris Kavanagh |

| 8. září 2024 20:45 |        |                                         |                                                              |
| Švýcarsko          | 1 : 4  | Španělsko                               | Stadion Wankdorf, Bern diváci: 26 265 rozhodčí: Irfan Peljto |
| Amdouni 41'        | Report | 4' Joselu 13', 77' Fabián 80' F. Torres | Stadion Wankdorf, Bern diváci: 26 265 rozhodčí: Irfan Peljto |

| 12. října 2024 20:45            |        |           |                                                                 |
| Srbsko                          | 2 : 0  | Švýcarsko | Dubočica Stadium, Leskovac diváci: 6 383 rozhodčí: Simone Sozza |
| Elvedi 45+1' (vl.) Mitrović 61' | Report |           | Dubočica Stadium, Leskovac diváci: 6 383 rozhodčí: Simone Sozza |

| 12. října 2024 20:45 |        |        |                                                                        |
| Španělsko            | 1 : 0  | Dánsko | Estadio Nueva Condomina, Murcia diváci: 29 870 rozhodčí: Ivan Kružliak |
| Zubimendi 9'         | Report |        | Estadio Nueva Condomina, Murcia diváci: 29 870 rozhodčí: Ivan Kružliak |

| 15. října 2024 20:45            |        |        |                                                                           |
| Španělsko                       | 3 : 0  | Srbsko | Estadio Nuevo Arcángel, Córdoba diváci: 20 345 rozhodčí: Daniel Stefanski |
| Laporte 5' Morata 65' Baena 77' | Report |        | Estadio Nuevo Arcángel, Córdoba diváci: 20 345 rozhodčí: Daniel Stefanski |

| 15. října 2024 20:45             |        |                         |                                                                 |
| Švýcarsko                        | 2 : 2  | Dánsko                  | Kybunpark, St. Gallen diváci: 16 182 rozhodčí: Halil Umut Meler |
| Freuler 26' Amdouni 45+1' (pen.) | Report | 27' Isaksen 69' Eriksen | Kybunpark, St. Gallen diváci: 16 182 rozhodčí: Halil Umut Meler |

| 15. listopadu 2024 20:45 |        |                         |                                                       |
| Dánsko                   | 1 : 2  | Španělsko               | Parken, Kodaň diváci: 36 985 rozhodčí: Rade Obrenović |
| Isaksen 84'              | Report | 15' Oyarzabal 58' Pérez | Parken, Kodaň diváci: 36 985 rozhodčí: Rade Obrenović |

| 15. listopadu 2024 20:45 |        |            |                                                                    |
| Švýcarsko                | 1 : 1  | Srbsko     | Stadion Letzigrund, Curych diváci: 21 115 rozhodčí: Clément Turpin |
| Amdouni 78'              | Report | 88' Terzić | Stadion Letzigrund, Curych diváci: 21 115 rozhodčí: Clément Turpin |

| 18. listopadu 2024 20:45 |        |        |                                                                    |
| Srbsko                   | 0 : 0  | Dánsko | Stadion Rajko Mitić, Bělehrad diváci: 7 295 rozhodčí: Felix Zwayer |
|                          | Report |        | Stadion Rajko Mitić, Bělehrad diváci: 7 295 rozhodčí: Felix Zwayer |

| 18. listopadu 2024 20:45               |        |                                | |
| Španělsko                              | 3 : 2  | Švýcarsko                      | Estadio Heliodoro Rodríguez López, Santa Cruz de Tenerife diváci: 21 204 rozhodčí: Bastian Dankert |
| Pino 32' Gil 68' Zaragoza 90+3' (pen.) | Report | 63' Monteiro 85' (pen.) Zeqiri | Estadio Heliodoro Rodríguez López, Santa Cruz de Tenerife diváci: 21 204 rozhodčí: Bastian Dankert |

### Vyřazovací fáze

#### Pavouk
|  | Čtvrtfinále | Čtvrtfinále |              |         | Semifinále  | Semifinále  |  |  | Finále    | Finále |
|  |             |             |              |         |             |             |  |  |           |        |
|  |             |             |              |         |             |             |  |  |           |        |
|  |             |             |              |         |             |             |  |  |           |        |
|  | Itálie      | 4           |              |         |             |             |  |  |           |        |
|  | Itálie      | 4           | 4.-5. června |         |             |             |  |  |           |        |
|  | Německo     | 5           |              |         |             |             |  |  |           |        |
|  | Německo     | 5           | Německo      | 1       |             |             |  |  |           |        |
|  |             |             | Německo      | 1       |             |             |  |  |           |        |
|  |             | Portugalsko | 2            |         |             |             |  |  |           |        |
|  | Dánsko      | Portugalsko | 2            | 3       |             |             |  |  |           |        |
|  | Dánsko      |             | 8. června    | 3       |             |             |  |  |           |        |
|  | Portugalsko | 5           |              |         |             |             |  |  |           |        |
|  | Portugalsko | 5           | Portugalsko  |         |             |             |  |  |           |        |
|  |             |             |              |         |             |             |  |  |           |        |
|  |             | Španělsko   |              |         |             |             |  |  |           |        |
|  | Nizozemsko  | 5 (4)       |              |         |             |             |  |  |           |        |
|  | Nizozemsko  | 5 (4)       | 4.-5. června |         |             |             |  |  |           |        |
|  | Španělsko   | 5 (5)       |              |         |             |             |  |  |           |        |
|  | Španělsko   | 5 (5)       | Španělsko    | 5       | Třetí místo | Třetí místo |  |  |           |        |
|  |             |             | Španělsko    | 5       | Třetí místo | Třetí místo |  |  |           |        |
|  |             | Francie     | 4            |         |             |             |  |  |           |        |
|  | Chorvatsko  | Francie     | 4            | 2 (4)   | Německo     |             |  |  |           |        |
|  | Chorvatsko  |             |              | 2 (4)   | Německo     |             |  |  |           |        |
|  | Francie     | 2 (5)       |              | Francie |             |             |  |  |           |        |
|  | Francie     | 2 (5)       |              |         |             |             |  |  |           |        |
|  |             |             |              |         |             |             |  |  | 8. června |        |
|  |             |             |              |         |             |             |  |  |           |        |

#### Čtvrtfinále
| Domácí v 1. zápase | Celkem           | Hosté v 1. zápase | 1. zápas | 2. zápas |
| ------------------ | ---------------- | ----------------- | -------- | -------- |
| Nizozemsko         | - 5:5 (5:4 p.) - | Španělsko         | 2:2      | 3:3      |
| Chorvatsko         | - 2:2 (4:5) -    | Francie           | 2:0      | 0:2      |
| Dánsko             | - 3:5 -          | Portugalsko       | 1:0      | 2:5      |
| Itálie             | - 4:5 -          | Německo           | 1:2      | 3:3      |

### Play-offs A/B
| Domácí v 1. zápase | Celkem  | Hosté v 1. zápase | 1. zápas | 2. zápas |
| ------------------ | ------- | ----------------- | -------- | -------- |
| Turecko            | - 6:1 - | Maďarsko          | 3:1      | 3:0      |
| Ukrajina           | - 3:4 - | Belgie            | 3:1      | 0:3      |
| Rakousko           | - 1:3 - | Srbsko            | 1:1      | 0:2      |
| Řecko              | - 3:1 - | Skotsko           | 0:1      | 3:0      |